# 코모도어 128

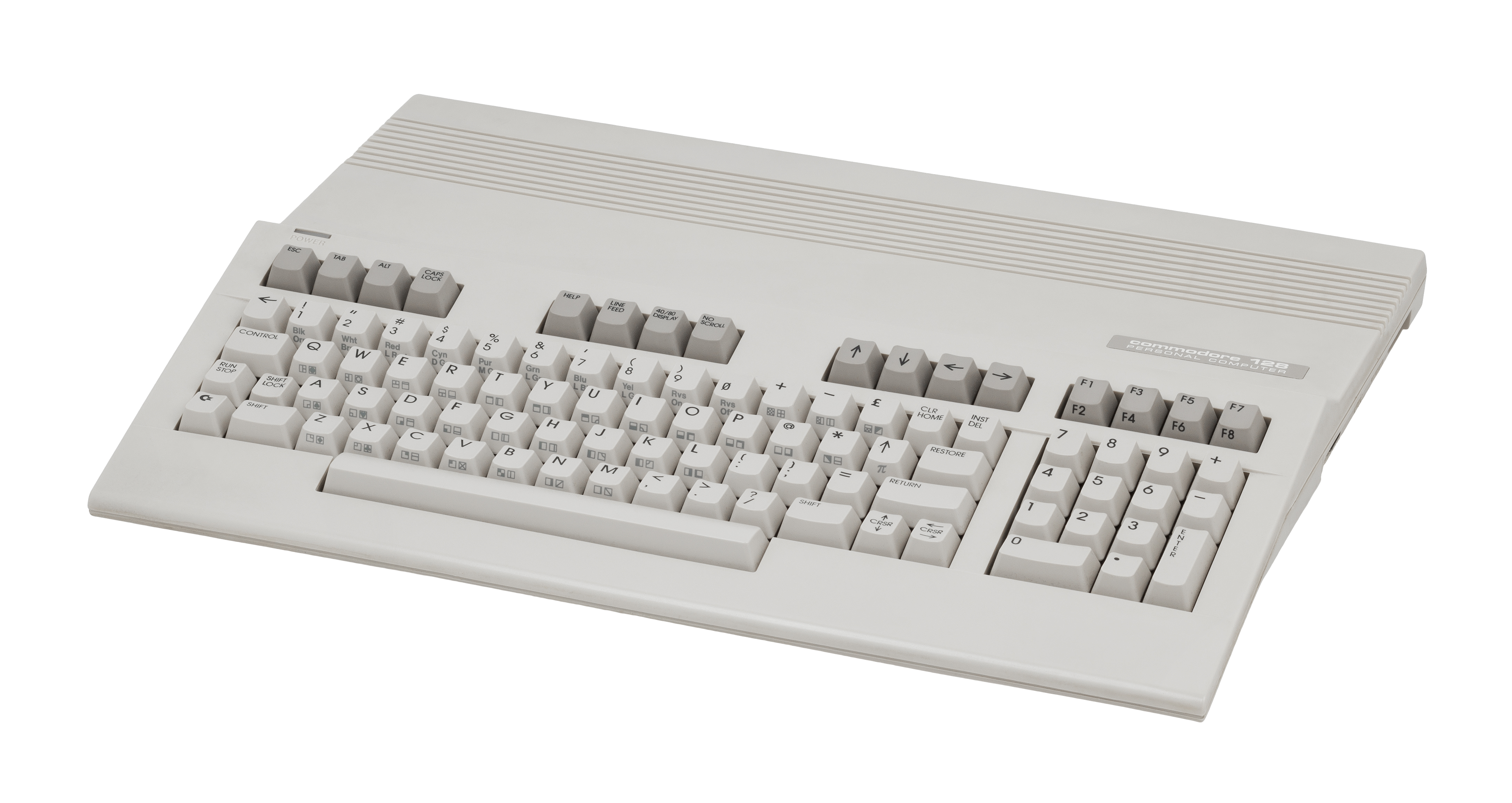

코모도어 128(Commodore 128)은 C128, C-128 또는 C= 128("C="는 로고의 그래픽 부분을 나타냄)이라고도 알려진 컴퓨터로, 코모도어 비즈니스 머신스(Commodore Business Machines, CBM). 1985년 1월 라스베이거스 CES에서 소개된 이 컴퓨터는 1980년대 베스트셀러 컴퓨터인 코모도어 64보다 3년 후에 등장했다. 4년의 생산 기간 동안 약 250만 개의 C128이 판매되었다.
C128은 거의 완전한 호환성을 갖춘 C64의 대폭 확장된 후속 제품이다. 숫자 키패드와 기능 키를 포함한 향상된 키보드를 갖춘 재설계된 케이스에 들어 있다. 메모리는 2개의 64KB 뱅크에서 128KB RAM으로 확장되었다. 별도의 그래픽 칩은 원래 C64 모드에 추가로 80열 컬러 비디오 출력을 제공했다. 또한 일반적인 코모도어 베이직 환경의 대안으로 C128이 CP/M을 실행할 수 있도록 하는 자일로그 Z80 CPU도 포함되어 있다. C64의 소프트웨어 라이브러리와 결합된 거대한 CP/M 소프트웨어 라이브러리는 C128에 경쟁사 중에서 가장 광범위한 소프트웨어 중 하나를 제공했다.
C128의 주요 하드웨어 디자이너는 플러스/4를 작업했던 빌 허드(Bil Herd)였다. 다른 하드웨어 엔지니어로는 데이브 헤이니, 프랭크 팔라이아가 있었고 IC 설계 작업은 데이브 디오리오가 수행했다. 주요 코모도어 시스템 소프트웨어는 프레드 보웬, 테리 라이언이 개발했으며 CP/M 하위 시스템은 폰 어트와인이 개발했다.